# Juan Pablo Riesgo
Juan Pablo Riesgo Figuerola-Ferretti (1980), economista, ha sido secretario de Estado de Empleo del Ministerio de Empleo y Seguridad Social del Gobierno de España.

## Trayectoria
Licenciado en Ciencias Económicas por la Universidad Complutense de Madrid (UCM, 2003), Riesgo inició su carrera profesional en el sector de la banca, trabajando en el Banco Santander (2002-2003) y en Banesto (2004-2005). En 2005 también cursó un máster en Gestión Internacional de Empresas en el Centro de estudios Económicos y Comerciales (CECO). 
En enero de 2006 entró a trabajar en la asesoría del Grupo Parlamentario Popular en el Congreso de los Diputados, donde permaneció hasta diciembre de 2011. Durante la IX Legislatura (1 de abril de 2008 al 13 de diciembre de 2011), Riesgo ostentó el cargo de jefe de su equipo económico. 
En esta etapa también amplió sus estudios mediante una estancia de cuatro meses en la Universidad de Georgetown (Washington D.C) en 2007, cursando el Global Competitiveness Leadership Program. Asimismo, entre 2010 y 2012 cursó un Executive MBA por IESE Business School.
Entre el 30 de diciembre de 2011 y el 26 de junio de 2015 fue director del Gabinete  de la ministra de Empleo y Seguridad Social, Fátima Báñez El 26 de junio de 2015 fue nombrado secretario de Estado de Empleo, cargo que ha desempeñado hasta junio de 2018.
Se incorpora en enero de 2019 a EY donde ejerce funciones de Socio responsable de EY Insights, el servicio de estudios de la firma y como socio de People Advisory Services.
Es profesor de Economía del Sector Público en la Universidad Francisco de Vitoria y Miembro del Consejo Asesor de EsadeEcpol.
https://www.ey.com/es_es/people/juan-pablo-riesgo

Yolanda Valdeolivas fue nombrada por el Consejo de Ministros secretaria de Empleo en sustitución de Riesgo en junio de 2018.